# Gare de Kinshichō
La gare de Kinshichō (錦糸町駅, Kinshichō-eki) est une gare ferroviaire de la ville de Tokyo au Japon. Elle est située dans l'arrondissement de Sumida. La gare est desservie par les lignes de la JR East et du Tokyo Metro.

## Situation ferroviaire
La gare de Kinshichō est située au point kilométrique (PK) 4,8 de la ligne Sōbu et au PK 15,4 de la ligne Hanzōmon.

## Histoire
La gare a été inaugurée le 9 décembre 1894. La station de métro ouvre le 19 mars 2003.

## Services aux voyageurs

### Accès et accueil
La gare dispose d'un bâtiment voyageurs, avec guichet, ouvert tous les jours.

### Desserte

#### JR East
- Ligne Chūō-Sōbu
  - voie 1 : direction Shinjuku, Nakano et Mitaka
  - voie 2 : direction Funabashi et Chiba
- Ligne Sōbu :
  - voie 3 : direction Tokyo (interconnexion la ligne Yokosuka pour Yokohama et Yokosuka)
  - voie 4 : direction Chiba

#### Tokyo Metro
- Ligne Hanzōmon :
  - voie 1 : direction Shibuya (interconnexion avec la ligne Tōkyū Den-en-toshi pour Chūō-Rinkan)
  - voie 2 : direction Oshiage (interconnexion avec la ligne Tōbu Skytree pour Kuki et Minami-Kurihashi)